# Folsomides ayllonensis
Folsomides ayllonensis är en urinsektsart som beskrevs av Simòn och Luciàñez 1990. Folsomides ayllonensis ingår i släktet Folsomides och familjen Isotomidae. Inga underarter finns listade i Catalogue of Life.